# FIFA Soccer 96
FIFA Soccer 96 (известная также как FIFA 96: Virtual Soccer Stadium) — это футбольный симулятор, разработанный Extended Play Productions и выпущенный EA Sports в 1995 году, третья часть серии. 
Она была выпущена на такие платформы как: Mega Drive/Genesis, Sega Saturn, Sega 32X, Sega Game Gear, PlayStation, SNES и DOS.
Слоган: «Футбол следующего поколения» (англ. Next Generation Soccer). 
На обложке игры были изображены: Джейсон Макатир, которого преследует Рональд де Бур в матче Ирландия — Нидерланды, а также Георге Хаджи из команды «Брешиа», который ведёт мяч. 
Впервые в игре (для версий на платформах Sega Saturn, PlayStation, 32X и PC) использована технология «Virtual Stadium» (Виртуальный Стадион), внедряющая в игру 3D-графику. Также впервые в игре появились игроки с настоящими именами и позициями, соответствующими их реальным прототипам.

## Саундтрек
В FIFA 96 было 15 песен, исполненных и написанных Грейм Колманом.

## Критика
| Иноязычные издания   | Иноязычные издания            |
| Издание              | Оценка                        |
| -------------------- | ----------------------------- |
| EGM                  | 8/10 (SAT)                    |
| Maximum              | (PS1) · (SAT)                 |
| Next Generation      | (GEN, SNES, WIN, PS1) · (SAT) |
| Sega Saturn Magazine | 80 % (SAT)                    |

Игра стала бестселлером в Великобритании. Для DOS версии PC Gamer дал 92 из 100. IGN дал версии для Playstation 7.8 баллов из 10. Gamepro дала 4 из 5.